# 東北観光博
東北観光博（とうほくかんこうはく）とは東北観光博実行委員会事務局が主催する東北地方への観光促進運動。

## 概要
東日本大震災で被災した東北地方に旅行需要を喚起させること目的に、東北地域全体を一種の博覧会会場と見立て開催された。2012年3月18日から2013年3月31日まで開催された。